# HMS Duke of York (1940)
HMS Duke of York – pancernik typu King George V. Jego bliźniaczymi okrętami były jednostki HMS „King George V”, „Prince of Wales”, „Howe” i „Anson”.

## Historia
Został zbudowany w szkockiej stoczni John Brown & Company w Clydebank. Wodowanie okrętu miało miejsce 28 lutego 1940 roku, a oddanie do służby w Royal Navy 4 listopada 1941 roku. W okresie od 1 do 12 marca 1942 roku eskortował konwój arktyczny PQ-12 płynący do ZSRR. 6 marca eskorta konwoju został wzmocniona, ponieważ admirał John Tovey przeczuwał, że do przechwycenia konwoju Niemcy użyją pancernika „Tirpitz”. Tego samego dnia „Tirpitz” wyszedł z portu, jednak do starcia nie doszło, oprócz nieudanego ataku brytyjskich samolotów torpedowych stacjonujących na lotniskowcu HMS „Victorious” na „Tirpitza”.
W październiku i listopadzie 1942 uczestniczył w operacji lądowania aliantów w Afryce Północnej.
26 grudnia 1943 roku wziął udział w eskorcie konwoju JW-55B. Konwój został zaatakowany przez okręty niemieckie z pancernikiem „Scharnhorst” na czele. Doszło do bitwy koło Przylądka Północnego, podczas której „Duke of York” przyczynił się w znacznym stopniu do zatopienia „Scharnhorsta”.
Po modernizacji w 1944 roku w Liverpoolu, w której dodano uzbrojenie radarowe i dodatkowe działka przeciwlotnicze HMS „Duke of York” miał dołączyć do Brytyjskiej Floty Pacyfiku. Okręt wypłynął w kierunku Pacyfiku w towarzystwie swojego okrętu siostrzanego HMS „Anson” w dniu 25 kwietnia 1945 roku. Jednak z powodu problemu z obwodami elektrycznymi na Malcie został on wyłączony z użytku. HMS „Duke of York” dopłynął do Sydney 29 lipca, zbyt późno jednak, by wziąć udział w jakichkolwiek walkach. Okręt był obecny razem z HMS „King George V” w Zatoce Tokijskiej podczas podpisania kapitulacji przez Japonię. Następnego miesiąca popłynął do Hongkongu, by wziąć udział w kapitulacji wojsk japońskich w tym mieście. Był okrętem flagowym Brytyjskiej Floty Pacyfiku, gdy Japonia ogłosiła kapitulację i pozostawał nim do czerwca 1946 roku, kiedy powrócił do Plymouth w celu remontu.
Po wojnie „Duke of York” był okrętem flagowym Home Fleet i pozostawał w aktywnej służbie do kwietnia 1949 roku. Został ostatecznie wycofany ze służby w listopadzie 1951 roku, a 18 maja 1957 roku został zezłomowany w Shipbreaking Industries, Ltd. w Faslane.